# Lázár Szentes
Lázár Szentes (Bonyhád, 12 de dezembro de 1955) é um ex-futebolista profissional húngaro que atuava como atacante.

## Carreira
Lázár Szentes fez parte do elenco da Seleção Húngara de Futebol, da Copa de 1982.